# Odessey and Oracle
Odessey and Oracle ist das zweite Studioalbum der britischen Rockband The Zombies. Es wurde im April 1968 von Columbia Records veröffentlicht.

## Entstehung
Der Großteil des Albums wurde zwischen Juni und August 1967 in den Olympic Studios im Süden Londons aufgenommen. Die Band hatte zuvor wegen Erfolglosigkeit keine Vertragsverlängerung bei ihrem alten Label Decca Records erhalten und war zu Columbia Records gewechselt. Im Gegensatz zu ihrem Debütalbum Begin Here, das eher eine Zusammenstellung ihrer frühen Singles war und außerdem einige Coverversionen enthielt, war Odessey and Oracle komplett selbstgeschrieben.
Im November 1967 wurde schließlich der Song Changes in den Abbey Road Studios fertiggestellt. Die Band löste sich noch vor der Veröffentlichung des Albums auf, sodass Odessey and Oracle das vorerst letzte Album der Zombies bis zur Reunion 1990 war.
Der Schreibfehler im Titel (Odessey statt Odyssey) geht auf Terry Quirk, den Gestalter des Covers, zurück.

## Titelliste
Seite A
1. Care of Cell 44 (Rod Argent) – 3:56
2. A Rose for Emily (Argent) – 2:19
3. Maybe After He’s Gone (Chris White) – 2:33
4. Beechwood Park (White) – 2:43
5. Brief Candles (White) – 3:30
6. Hung Up on a Dream (Argent) – 3:01
Seite B
7. Changes (White) – 3:19
8. I Want Her, She Wants Me (Argent) – 2:51
9. This Will Be Our Year (White) – 2:08
10. Butcher’s Tale (Western Front 1914) (White) – 2:47
11. Friends of Mine (White) – 2:17
12. Time of the Season (Argent) – 3:33
Das 2004 von Repertoire Records auf CD wiederveröffentlichte Album enthält zusätzlich zu diesen zwölf Songs noch 16 Bonustracks. Darunter befinden sich Titel wie Gotta Get a Hold of Myself (1966), Goin’ Out of My Head (1967) und Imagine the Swan (1969), welche die Zombies seinerzeit nur auf Vinyl-Single veröffentlicht hatten.

## Bedeutung
Odessey and Oracle verkaufte sich anfangs enttäuschend, gilt jedoch in der Rückschau als Klassiker und taucht in vielen Bestenlisten auf. So rangiert das Album in der deutschen Ausgabe des Rolling Stone auf Platz 87 der 500 besten Alben aller Zeiten und in der englischsprachigen Ausgabe auf Platz 100. Die deutschsprachige Publikation schreibt: „Der unverwechselbare Sound der Zombies war zu gleichen Teilen Beat und Rhythm & Blues, und seine wichtigsten Bausteine waren Rod Argents bluesige, jazzige Keyboards und Colin Blunstones weiche Stimme. […] das Ergebnis dieses ingeniösen Songreigen [war] überwältigend.“
In der Auswahl der 500 besten Alben aller Zeiten des New Musical Express belegt Odessey and Oracle Platz 145. Das Magazin wählte das Album zudem auf Platz 32 der 100 besten britischen Alben.
Pitchfork Media führt Odessey and Oracle auf Platz 47 der 200 besten Alben der 1960er Jahre. Care of Cell 44 belegt Platz 98 und This Will Be Our Year Platz 40 der 200 besten Songs des Jahrzehnts.
Care of Cell 44, der erste Titel des Albums, wurde unter anderem von Elliott Smith und Of Montreal gecovert.
Der Song Time of the Season wurde verspätet doch noch zur Hitsingle in den USA und später ebenfalls von namhaften Künstlern wie der Dave Matthews Band und Sage Francis gecovert. Außerdem ist er beispielsweise in einer Episode der Fernsehserie Die Simpsons und im Trailer zu Ridley Scotts Film Alles Geld der Welt zu hören.